# (267585) Popluhár
(267585) Popluhár, désignation internationale (267585) Popluhar, est un astéroïde de la ceinture principale.

## Description
(267585) Popluhar est un astéroïde de la ceinture principale. Il fut découvert le 17 août 2002 à l'Observatoire Palomar par le programme NEAT. Il présente une orbite caractérisée par un demi-grand axe de 2,31 UA, une excentricité de 0,20 et une inclinaison de 3,9° par rapport à l'écliptique.

## Compléments